# Тилтон, Шарлин
Шарлин Тилтон (англ. Charlene Tilton; род. 1 декабря 1958, Сан-Диего, Калифорния) — американская актриса и певица, наиболее известная по своей роли Люси Юинг в длительном телесериале канала CBS «Даллас». На волне успеха сериала, Шарлин Тилтон рассматривалась в прессе в качестве секс-символа, однако в девяностых её карьера пошла на спад и она в последующие годы в основном попадала в прессу из-за проблем с лишним весом и алкоголем.

## Карьера
Шарлин Тилтон начала свою карьеру с эпизодической роли в ситкоме «Счастливые дни», а на большом экране дебютировала в 1976 году, с роли второго плана в подростковой комедии «Чумовая пятница» с Джоди Фостер. Она позже появилась с ролью-камео в фильме «Большая среда».
В 1978 году Тилтон получила роль хитрой и злой Люси Юинг в телесериале «Даллас». Тилтон исполняла свою роль на протяжении первых восьми сезонов и покинула сериал в 1985 году. Она вернулась в конце одиннадцатого сезона в 1988 году и была одним из основных героев двенадцатого сезона. Тилтон в конце концов в очередной раз покинула шоу в апреле 1990 года. Она также была приглашенной звездой в его спин-оффе «Тихая пристань» в 1980 году. За исполнение этой роли, Тилтон в 1980 году выиграла премию «Молодой актёр» за лучшую женскую роль на телевидении. В 2000 году она получила специальную премию за карьерные достижения в качестве молодого артиста. В дополнение к этому она, вместе с другими основными актёрами, получила немецкую премию «Бэмби» в 1987 году, а в 2006 году была отмечена специальной наградой от TV Land за вклад в популярную культуру.
На волне успеха «Далласа», Тилтон появилась на обложках более пятисот журналов по всему миру, а к середине восьмидесятых получала по 50 тысяч за каждый из эпизодов сериала, по сравнению с пятнадцатью тысячами в первом сезоне. Как певица она достигла известности в Европе благодаря синглу «C’est La Vie», который был выпущен в 1978 году и попал в чарты ряда стран, в том числе возглавил главный чарт Германии. В 1981 году она достигла пика своей славы, выступая с пародиями в популярном шоу Saturday Night Live.
Тилтон первый раз покинула «Даллас» в 1985 году, так как пыталась попробовать отойти от своего образа. Тем не менее она вернулась в шоу три года спустя и пробыла в нём ещё два года. После завершения шоу её карьера пошла на спад, а от заработанных денег ничего не осталось из-за неудачных вложений. Ещё одной неудачей для неё стала кража бухгалтером Тилтон её накоплений, и актриса осталась практически без гроша. В 1990-х годах она снялась в ряде рекламных роликов, а также появлялась в различных телешоу в роли самой себя, таких как «Женаты… с детьми». Тилтон также появилась в ряде пародийных фильмов, в том числе «Молчание ветчины» и «Супергеройское кино». Актёрская карьера Тилтон сошла на нет и она в основном снималась в низкобюджетых или же сделанных для телевидения фильмах последующее десятилетие после «Далласа». Также она появилась в ряде реалити-шоу, таких как «Танцы на льду» в 2012 году, в ходе съемок которого значительно похудела.
Тилтон вернулась к своей роли Люси Юинг в одноимённом продолжении «Далласа», премьера которого состоялась в июне 2012 года. В обновленном шоу экранное время её персонажа ограничено в основном редкими появлениями, которые носят комедийное направление.

## Личная жизнь
Тилтон была замужем за кантри-певцом Джонни Ли с 1982 по 1984 год и Домеником Алленом с 1985 по 1992 год. У неё есть одна дочь, Чериш Ли, родившаяся в 1982 году.

## Фильмография
- Счастливые дни (1 эпизод, 1976)
- Чумовая пятница (1976)
- Большая среда (1978)
- Дневник подростка-автостопщицы (1979)
- Падение дома Ашеров (1979)
- Бледный всадник на коне (1980)
- Тихая пристань (1 эпизод, 1980)
- Лаверна и Ширли (2 эпизода, 1980)
- Остров фантазий (1 эпизод, 1980)
- Отель (1 эпизод, 1983)
- Лодка любви (5 эпизодов, 1980—1987)
- Она написала убийство (1 эпизод, 1987)
- Даллас (233 эпизода, 1978—1985, 1988—1990)
- Закон Рандаду (1990)
- Трудный ребёнок 2 (1991)
- Смертельная ставка (1991)
- Только для родителей (1991)
- Яростный Кейджин (1991)
- В сетях паутины (1992)
- Молчание ветчины (1994)
- Любимые смертные грехи (1995)
- Главный свидетель (1995)
- Подрывник (1998)
- Теория всего (2000)
- Настоящая блондинка (2001)
- Друг семьи (2007)
- Супергеройское кино (2008)
- Выбор Сары (2009)
- Переполох в летнем лагере (2010)
- Фронт спасения (2012)
- Хемингуэй (2012)
- Не очередной фильм о знаменитостях (2013)
- Чтение писем и романтика (2013)
- Даллас (6 эпизодов, 2012—2014)
- Самаритянин (2014)